# (1404) Ajax
(1404) Ajax  ist ein Asteroid aus der Gruppe der Trojaner, der am 17. August 1936 von Karl Wilhelm Reinmuth entdeckt wurde. Man bezeichnet damit Asteroiden, die auf den Lagrange-Punkten auf der Bahn des Jupiter um die Sonne laufen.
Benannt wurde der Asteroid nach Ajax, einer legendären Figur des Trojanischen Krieges.